# Miloš Pavlović (piłkarz)
Miloš Pavlović (cyr. Mилoш Пaвлoвић; ur. 27 listopada 1983 w Belgradzie) – serbski piłkarz grający na pozycji defensywnego pomocnika w FK Zemun.

## Życiorys
Jest wychowankiem FK Radnički Belgrad. W latach 2005–2006 grał w FK Voždovac. W 2006 roku został wypożyczony na rok do portugalskiej Académiki Coimbra. 1 sierpnia 2007 został przez nią wykupiony. Następnie występował kolejno w rumuńskich FC Vaslui i Rapidzie Bukareszt oraz w cypryjskiej Doksie Katokopia. 31 sierpnia 2014 odszedł do FK Voždovac.